# Boryaceae
Die Boryaceae sind eine Pflanzenfamilie aus der Ordnung der Spargelartigen (Asparagales). Die kleine Familie enthält nur zwölf Arten in zwei Gattungen, die ausschließlich in Australien vorkommen. Der Gattungsname Borya ehrt den französischen Naturforscher Jean Baptiste Bory de Saint-Vincent (Jean Baptiste Georges Geneviève Marcellin, Baron de Bory de St. Vincent) (1780–1846).

## Beschreibung
Die Arten der Boryaceae sind ausdauernde krautige Pflanzen mit buschigem Habitus, gelegentlich laubwerfend und parallelnervig. In ihrer Gestalt sind die Arten der Familie speziell an trockene Umgebungen angepasst. Das Rhizom ist kurz, die gelegentlich pfahlwurzelartigen, mykorrhizalen Wurzeln sind faserig und drahtig. Die zahlreichen linearen Blätter stehen spiralförmig, sind ungestielt und scheidig. Ihre Endodermis ist stark verdickt.
Der von Tragblättern umgebene Blütenstand ist eine endständige Traube oder Ähre, die kleinen, aber auffälligen, weißen und langlebigen Einzelblüten bestehen aus sechs Blütenhüllblättern in zwei dreizähligen Blütenblattkreisen. Die an ihrem Ansatz an den Staubfäden verwachsenen Staubbeutel sind annähernd gleich breit wie lang. Die Griffel sind fadenförmig, die Narben winzig. Der Fruchtknoten ist oberständig.
Nektar wird produziert, für Borya sind Fliegen als Bestäuber bekannt. Die Früchte sind Kapseln, sie enthalten wenige schwarze Samen.
In beiden Gattungen finden sich Zellen mit Raphiden (nadelförmigen Calciumoxalat-Kristallen). Die Chromosomengrundzahl beträgt 11 (Alania) oder 14 bzw. 28 (Borya).

## Paläobotanik
Die ältesten Vertreter der Familie werden auf ein Alter von rund 109 Millionen Jahre geschätzt.

## Verbreitung

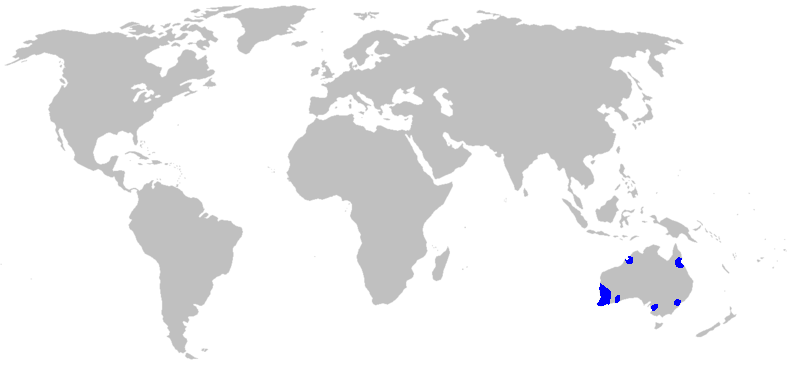
Verbreitung der Boryaceae

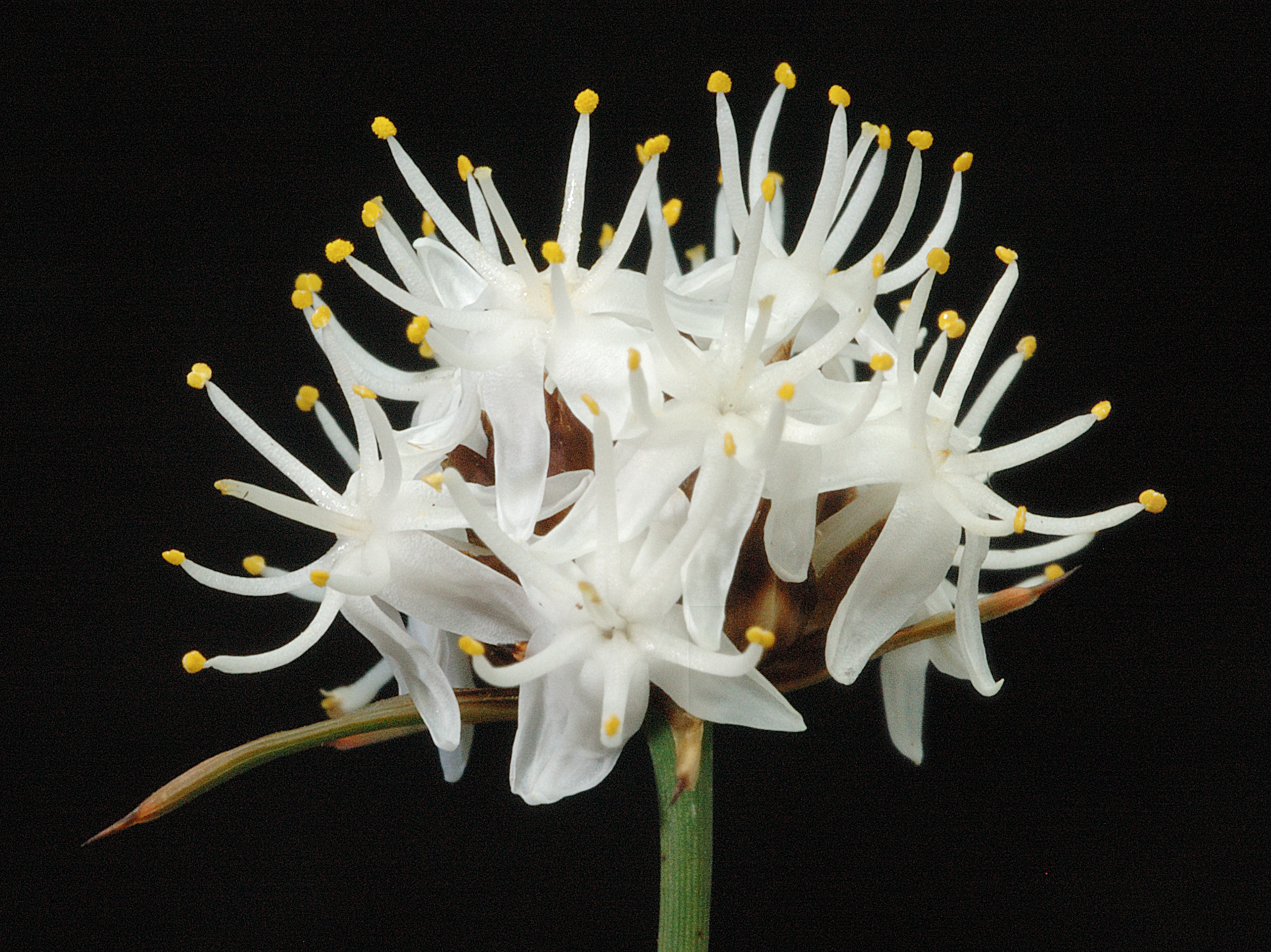
Blütenstand von Borya sphaerocephala

Die Arten sind endemisch in den Küstenregionen Australiens.

## Systematik
Die Familie besteht aus zwei Gattungen:
- Alania Endl.: Mit nur einer Art:
  - Alania cunninghamii Steud. (Syn.: Alania endlicheri Kunth): Sie kommt nur im östlich-zentralen New South Wales vor.[4]
- Borya Labill.: Mit den Arten:
  - Borya constricta Churchill: Sie kommt im südwestlichen Australien vor.[4]
  - Borya inopinata P.I.Forst. & E.J.Thomps.: Sie kommt in Queensland vor.[4]
  - Borya jabirabela Churchill: Sie kommt vom nördlichen Western Australia bis zum nördlichen Northern Territory vor.[4]
  - Borya laciniata Churchill: Sie kommt im südwestlichen Australien vor.[4]
  - Borya longiscapa Churchill: Sie kommt im südwestlichen Australien vor.[4]
  - Borya mirabilis Churchill: Sie kommt in Victoria vor.[4]
  - Borya nitida Labill.: Sie kommt im südlichen Western Australia vor.[4]
  - Borya scirpoidea Lindl.: Sie kommt im südwestlichen Western Australia vor.[4]
  - Borya septentrionalis F.Muell.: Sie kommt im nordöstlichen Queensland vor.[4]
  - Borya sphaerocephala R.Br.: Sie kommt im südwestlichen Australien vor.[4]
  - Borya subulata G.A.Gardner: Sie kommt im nördlichen Western Australia vor.[4]

## Nachweise
- John Godfrey Conran: Boryaceae, in: Klaus Kubitzki (Hrsg.): The Families and Genera of Vascular Plants, Bd. 3, S. 151–154, 1998, ISBN 978-3-540-64060-8